# Portugal en la Copa Mundial de Fútbol Sub-20 de 2011
La Selección de Portugal será uno de los 24 equipos participantes en la Copa Mundial de Fútbol Sub-20 de 2011, torneo que se llevará a cabo entre el 29 y el 20 de agosto de 2011 en Colombia.
En el sorteo realizado el 27 de abril en Cartagena de Indias la Selección de Portugal quedó emparejada en el Grupo B junto con Uruguay, con quien debutará, Camerún y Nueva Zelanda.

## Fase de grupos

### Grupo B
| Equipo        | Pts | PJ | PG | PE | PP | GF | GC | Dif |
| ------------- | --- | -- | -- | -- | -- | -- | -- | --- |
| Portugal      | 7   | 3  | 2  | 1  | 0  | 2  | 0  | 2   |
| Camerún       | 4   | 3  | 1  | 1  | 1  | 2  | 2  | 0   |
| Nueva Zelanda | 2   | 3  | 0  | 2  | 1  | 2  | 3  | -1  |
| Uruguay       | 2   | 3  | 0  | 2  | 1  | 1  | 2  | -1  |

## Partidos
| 30 de julio de 2011, 20:00 | Portugal | 0:0     | Uruguay | Estadio Olímpico Pascual Guerrero, Cali                               |                                                                       |
|                            |          | Reporte |         | Asistencia: 35.276 espectadores Árbitro(s): Abdulrahman Abdou (Catar) | Asistencia: 35.276 espectadores Árbitro(s): Abdulrahman Abdou (Catar) |

| 2 de agosto de 2011, 20:00 | Portugal     | 1:0 (1:0) | Camerún | Estadio Olímpico Pascual Guerrero, Cali                              |                                                                      |
|                            | Oliveira 19' | Reporte   |         | Asistencia: 28.889 espectadores Árbitro(s): Antonio Arias (Paraguay) | Asistencia: 28.889 espectadores Árbitro(s): Antonio Arias (Paraguay) |

| 5 de agosto de 2011, 17:00 | Portugal | 1:0 (1:0) | Nueva Zelanda | Estadio Olímpico Pascual Guerrero, Cali                                  |                                                                          |
|                            | Rui 31'  | Reporte   |               | Asistencia: 31.328 espectadores Árbitro(s): Kim Dong-Jin (Corea del Sur) | Asistencia: 31.328 espectadores Árbitro(s): Kim Dong-Jin (Corea del Sur) |

### Octavos de final
| 9 de agosto de 2011, 17:00 | Portugal           | 1:0 (1:0) | Guatemala | Estadio Olímpico Pascual Guerrero, Cali                               |                                                                       |
|                            | Oliveira 7' (pen.) | Reporte   |           | Asistencia: 33.294 espectadores Árbitro(s): Djamel Haimoudi (Argelia) | Asistencia: 33.294 espectadores Árbitro(s): Djamel Haimoudi (Argelia) |

### Cuartos de final
| 13 de agosto de 2011, 17:00 | Portugal | 0:0     | Argentina | Estadio Olímpico Jaime Morón León, Cartagena                              |                                                                           |
|                             |          | Reporte |           | Asistencia: 15.946 espectadores Árbitro(s): Peter O'Leary (Nueva Zelanda) | Asistencia: 15.946 espectadores Árbitro(s): Peter O'Leary (Nueva Zelanda) |

| Tiros desde el punto penal |                          |     |                          |                |
| Reis                       | Acierto de penal         | 1:1 | Acierto de penal         | Lamela         |
| Danilo                     | Fallo de penal (atajado) | 1:2 | Acierto de penal         | Iturbe         |
| Roderick                   | Fallo de penal (atajado) | 1:3 | Acierto de penal         | Nervo          |
| Lopes                      | Acierto de penal         | 2:3 | Fallo de penal (poste)   | González Pirez |
| N. Oliveira                | Acierto de penal         | 3:3 | Fallo de penal (atajado) | Ruiz           |
| Tiago                      | Acierto de penal         | 4:4 | Acierto de penal         | Vuletich       |
| S. Oliveira                | Acierto de penal         | 5:4 | Fallo de penal (atajado) | Tagliafico     |

### Semifinales
| 17 de agosto de 2011, 17:00 | Francia | 0:2 (0:2) | Portugal                        | Estadio Atanasio Girardot, Medellín                                |                                                                    |
|                             |         | Reporte   | Danilo 9' · Oliveira 40' (pen.) | Asistencia: 40.598 espectadores Árbitro(s): Cüneyt Çakır (Turquía) | Asistencia: 40.598 espectadores Árbitro(s): Cüneyt Çakır (Turquía) |

### Final
| 20 de agosto de 2011, 20:00 | Brasil              | 3:2 (2:2, 1:1) | Portugal                   | Estadio Nemesio Camacho El Campín, Bogotá |                                          |
|                             | Oscar 5', 78', 110' | Reporte        | Alex 9', · N. Oliveira 59' | Árbitro(s): Mark Geiger (Estados Unidos)  | Árbitro(s): Mark Geiger (Estados Unidos) |